# Col d'Esischie
Le col d'Esischie est un col des Alpes italiennes situé à 2 360 ou 2 370 mètres d'altitude. Il se trouve à 1,5 km au nord du col de Fauniera.

## Tour d'Italie
Le Tour d'Italie est passé au col en 2003 ; il en est la Cima Coppi, le point le plus haut de la compétition. En 1999, les coureurs avaient pris la même route du col d'Esischie mais étaient montés plus haut, au col de Fauniera.